# RED TAPE "NAKED"
『RED TAPE "NAKED"』はTHE YELLOW MONKEYのライブDVDボックス・セット。

## 解説
THE YELLOW MONKEYが1997年に開催した初のアリーナ・ツアー「FIX THE SICKS」横浜アリーナ公演、スタジアム・ツアー「紫の炎」西宮スタジアム公演のライブ映像に加え、ドキュメント映像をまとめ同年12月3日に発売したVHS/DVD「RED TAPE」の内容に大幅な追加を施したもの。
「RED TAPE」では編集の上収録されていた横浜アリーナ/西宮スタジアム公演それぞれの模様を全曲収録。この2公演は「RED TAPE "NAKED" -ARENA TOUR '97 "FIX THE SICKS" at 横浜アリーナ-」・「RED TAPE "NAKED" -TOUR '97 〜紫の炎〜 at 西宮スタジアム」と題され各盤ともDVD2枚組ずつ、単品で同日発売された。
本セットのみTHE YELLOW MONKEYの1997年を追ったドキュメント映像を64分間にわたり収録したボーナスDVDと未公開写真含む豪華フォトブックレットが同梱された初回生産限定盤。

## 収録曲

### RED TAPE "NAKED" -ARENA TOUR '97 "FIX THE SICKS" at 横浜アリーナ-

#### DISC1
1. RAINBOW MAN
2. I CAN BE SHIT,MAMA
3. A HENな飴玉
4. ROCK STAR
5. FAIRY LAND
6. TVのシンガー
7. I Love You Baby
8. 紫の空
9. 天国旅行
10. Subjective Late Show
11. NAI
12. 創生児
13. HOTEL宇宙船
14. SPARK
15. 淡い心だって言ってたよ
16. 花吹雪
17. LOVE LOVE SHOW
18. 悲しきASIAN BOY

#### DISC2　ENCORE
1. 見てないようで見てる
2. 赤裸々GO! GO! GO!
3. 人生の終わり(FOR GRANDMOTHER)
4. 楽園
5. WELCOME TO MY DOGHOUSE

### RED TAPE "NAKED" -TOUR '97 〜紫の炎〜 at 西宮スタジアム-

#### DISC3
1. Romantist Taste
2. 楽園
3. I Love You Baby
4. Tactics
5. TVのシンガー
6. 紫の空
7. 薔薇娼婦麗奈
8. 天国旅行
9. 熱帯夜
10. SPARK
11. JAM
12. BURN
13. LOVE LOVE SHOW
14. SUCK OF LIFE
15. 空の青と本当の気持ち

#### DISC4　ENCORE
1. 人生の終わり(FOR GRANDMOTHER)
2. Love Communication
3. 悲しきASIAN BOY

#### DISC5
1. THE YELLOW MONKEY 1997